# Peter Jan Kalff
Peter Jan Kalff (Amsterdam, 12 mei 1937) is een oud-voorzitter van de raad van bestuur van ABN AMRO.
Na het behalen van zijn doctoraal examen Rechten aan de Rijksuniversiteit Leiden, begon hij in 1964 aan zijn carrière als bankier bij de Nederlandsche Handel-Maatschappij (NHM) die nog datzelfde jaar fuseerde met de Twentsche Bank tot de Algemene Bank Nederland (ABN). Zijn eerste leidinggevende positie daar was hoofd zakelijke rekeningen in Arnhem. Jan Kalff, zoals hij gewoonlijk genoemd wordt, was nog maar 39 toen hij in 1977 van directeur, zonder de tussenstap van directeur-generaal, werd toegelaten tot de raad van bestuur van ABN. In 1990 werd hij vervolgens lid van de raad van bestuur van de ABN AMRO bank die ontstond bij de fusie van ABN met de AMRO Bank.
In 1994 volgde zijn benoeming tot voorzitter van de raad van bestuur waarmee hij Rob Hazelhoff opvolgde die vanaf 1992 voorzitter was geweest. In 1998 mislukte de poging van ABN AMRO om de Generale Bank in België over te nemen. Een andere smet op het verder redelijk succesvolle voorzitterschap van Kalff was de mislukking in maart 2000 van de door de ABN AMRO begeleide beursintroductie van World Online. Vlak voor hij 63 werd, werd hij in mei 2000 opgevolgd door Rijkman Groenink. 
Na zijn pensionering nam Kalff verschillende commissariaten aan. Hij was ook lid van de commissie-Tabaksblat, die de gedragscode voor goed ondernemingsbestuur in Nederland opstelde.